# Dominic Calvert-Lewin
Dominic Calvert-Lewin (Sheffield, 1997. március 16. –) angol válogatott labdarúgó, a Leeds United játékosa.

## Pályafutása

### Klubcsapatokban

#### Sheffield United
Calvert-Lewin április 28-án csatlakozott a Sheffield United akadémiájához. Tizenhat évesen írta alá első szerződését, miközben a korosztályos csapatokban is egyre feljebb lépdelt.
2014. január 4-én a kispadon kapott helyet az Aston Villa elleni FA-kupa mérkőzésen, de pályára nem lépett. 2015 áprilisának elején egy új, hosszú távú megállapodást írt alá, amely 2018 nyaráig kötötte a Bramall Lanere. 2015. április 25-én mutatkozott be tétmérkőzésen a felnőttek között, a Leyton Orient elleni 1-1-re végződő bajnokin a 66. percben állt be. A 2014-15-ös szezon végén még két mérkőzésen kapott lehetőséget.
2015-16-os szezonban több lehetőséget kapott Nigel Adkins menedzsertől, igaz az őszi szezont kölcsönben töltötte a Northampton Townban.

#### Kölcsönben más csapatoknál
2014. december 24-én az alsóbb ligában szereplő Stalybridge Celtic csapatához került kölcsönbe. Két nappal később, 2014. december 26-án kétszer volt eredményes debütáló mérkőzésén a Hyde United ellen 4-2-re megnyert bajnokin. Két héttel később, 2015. január 17-én újra két gólt szerzett, ezúttal a North Ferriby United elleni 2-2-es döntetlen alkalmával. 2015 februárjának elején Calvert-Lewin visszatért nevelőklubjába, a Stalybridge Celtic csapatában öt bajnokin hatszor volt eredményes.
2015. augusztus 7-én fél évre a Northampton Town vette kölcsön. Augusztus 11-én mutatkozott be új csapatában a Blackpool elleni Ligakupa találkozón. Szeptember 1-jén góljával fontos győzelemhez segítette csapatát a Colchester United ellenében. 2015. szeptember 19-én és 2015. szeptember 26-án is duplázott a Morecambe és a Leyton Orient elleni bajnokikon. 2015. október 20-án újból kétszer talált a hálóba, ezúttal a Carlisle United ellen. Annak ellenére, hogy szívesen maradt volna a Northamptonban, féléves kölcsönszerződésének lejártával visszatért a Sheffield Unitedhez.

#### Everton
Calvert-Lewin 2016. augusztus 31-én másfél millió euróért aláírt az élvonalbeli Evertonhoz. Később úgy nyilatkozott, hogy "egyszerűen túl jó lehetőség volt, aminek nem tudott ellenállni". 2016. december 13-án mutatkozott be a liverpooli kékeknék,  de ezt követően két hónapig hiányzott a csapatból egy bokasérülés miatt. 2016. március 18-án első Premier League gólját is megszerezte, az Everton pedig 4-0-ra győzte le a Hull City-t. 2017. május 3-án Calvert-Lewin ötéves szerződést írt alá, amely 2022 nyaráig szól. 2017. augusztus 3-án az Európa-ligában is bemutatkozott, a selejtező második fordulójában gólt is szerzett a szlovák MFK Ružomberok ellen.

#### Leeds United
2025. augusztus 15-én hároméves szerződést kötött a Leeds United csapatával.

### A válogatottban

#### 2017-es U20-as világbajnokság
Calvin-Lewis az angol U20-as válogatottban 2016. szeptember 1-jén debütált, egy Brazília elleni 1-1-es döntetlen alkalmával. Három nappal később ugyancsak a brazilok ellen megszerezte első gólját is, igaz csapata 2-1-re kikapott. Tagja volt a 2017-es U20-as világbajnokságon aranyérmet nyerő válogatottnak. A tornán két gólt szerzett, a Venezuela elleni döntőt az ő góljával nyerték meg az angolok 1–0. Geoff Hurst és Martin Peters után ő lett a harmadik angol labdarúgó aki labdarúgó-világbajnokság döntőjében gólt szerzett.

#### A felnőtt válogatottban
2020. október 1-jén kapott meghívót a felnőtt válogatottba Gareth Southgate-től. Október 8-án góllal mutatkozott be Wales ellen 3–0-ra megnyert felkészülési találkozón. 2021. március 25-én duplázott San Marino ellen 5–0-ra megnyert mérkőzésen.

## Játékstílusa
Nigel Clough menedzser szerint:"Ő egy nagyra nőtt fiú, aki technikailag tökéletesen képzett, ezért bárkivel felveszi a versenyt", míg Nigel Adkins szerint "Ragyogó dolgokra képes a labdával."

## Statisztika
2020. szeptember 30.
| Klub                            | Szezon           | Bajnokság        | Bajnokság     | Bajnokság | FA-kupa       | FA-kupa | Ligakupa      | Ligakupa | Egyéb         | Egyéb | Összesen      | Összesen |
| Klub                            | Szezon           | Bajnokság        | Pályára lépés | Gólok     | Pályára lépés | Gólok   | Pályára lépés | Gólok    | Pályára lépés | Gólok | Pályára lépés | Gólok    |
| ------------------------------- | ---------------- | ---------------- | ------------- | --------- | ------------- | ------- | ------------- | -------- | ------------- | ----- | ------------- | -------- |
| Sheffield United                | 2014–15          | League One       | 2             | 0         | 0             | 0       | 0             | 0        | 0             | 0     | 2             | 0        |
| Sheffield United                | 2015–16          | League One       | 9             | 0         | 0             | 0       | 0             | 0        | 0             | 0     | 9             | 0        |
| Sheffield United                | 2016–17          | League One       | 0             | 0         | 0             | 0       | 1             | 0        | 0             | 0     | 1             | 0        |
| Sheffield United                | Összesen         | Összesen         | 11            | 0         | 0             | 0       | 1             | 0        | 0             | 0     | 12            | 0        |
| Stalybridge Celtic (kölcsönben) | 2014–15          | Conference North | 5             | 6         | 0             | 0       | 0             | 0        | 0             | 0     | 5             | 6        |
| Northampton Town (kölcsönben)   | 2015–16          | League Two       | 20            | 5         | 2             | 1       | 2             | 1        | 2             | 1     | 26            | 8        |
| Everton                         | 2016–17          | Premier League   | 11            | 1         | 0             | 0       | 0             | 0        | 0             | 0     | 11            | 1        |
| Everton                         | 2017–18          | Premier League   | 32            | 4         | 1             | 0       | 2             | 3        | 9             | 1     | 44            | 8        |
| Everton                         | 2018–19          | Premier League   | 35            | 6         | 2             | 0       | 1             | 2        | —             | —     | 38            | 8        |
| Everton                         | 2019–20          | Premier League   | 36            | 13        | 1             | 0       | 4             | 2        | —             | —     | 41            | 15       |
| Everton                         | 2020–21          | Premier League   | 3             | 5         | 0             | 0       | 2             | 3        | —             | —     | 5             | 8        |
| Everton                         | Everton összesen | Everton összesen | 117           | 30        | 4             | 0       | 9             | 10       | 9             | 1     | 139           | 41       |
| Teljes karrier                  | Teljes karrier   | Teljes karrier   | 153           | 41        | 6             | 1       | 12            | 11       | 11            | 2     | 182           | 55       |

1. ↑  Az összes pályára lépése a Football League Trophyban
2. ↑  Az összes pályára lépése az Európa-ligában

## Sikerei, díjai
Anglia U20
- U20-as világbajnokság: 2017

### Egyéni
- Az év 21 év alatti angliai játékosa: 2018
- Premier League - a hónap játékosa: 2020 szeptember

## Külső hivatkozások
- Dominic Calvert-Lewin adatlapja a worldfootball.net oldalon (angolul)
- profilja az Everton hivatalos honlapján (angol nyelven). evertonfc.com

[[]]Kategória:A Leeds United labdarúgói